# Gevulde koek
Gevulde koek é um doce típico dos Países Baixos. A receita consiste em um bolo redondo feito de massa amanteigada, com um recheio doce.    
O gevulde koek é muito comum em seu país de origem, a Holanda, e pode ser facilmente encontrado em padarias, lojas de conveniência e quiosques em estações de trem (stationkiosken). Na Guéldria, a receita também é conhecida pelo nome vulkoek (bolo cheio); no entanto, essa versão geralmente é apresentada com uma superfície gradeada, em vez de lisa e decorada com amêndoas. Em Overissel e Utreque, ela recebe os nomes gevuld heertje e gevulde herenkoek.

## Características
Um gevulde koek em geral tem um diâmetro de por volta de 10 centímetros, e é servido com uma lasca de amêndoa decorando seu topo. O doce é feito de uma massa simples e rica, feita com uma grande quantia de manteiga. Os outros ingredientes utilizados na massa são açúcar (geralmente refinado), farinha de trigo, ovo e raspas de limão. Uma camada redonda de massa, como a de um biscoito, recebe uma quantidade generosa de pasta de amêndoas. Esse recheio é então coberto com outra camada de massa, e o koek é fechado pressionando um garfo contra suas bordas, similar a um pastel. A superfície da massa é pincelada com ovo batido antes de ser levada ao forno, resultando em uma cor amarronzada e brilhante.
Há diversas versões da receita que não são feitas com pasta de amêndoa, mas com banketbakkersspijs (persipan). O persipan é um tipo de pasta similar ao marzipã, mas feito com sementes de pêssego ou damasco moídas no lugar da farinha de amêndoa; por ter um custo mais baixo, seu uso é bastante comum. Na Holanda, também são comuns receitas da pasta feitas com base em grãos de feijão branco moído. Essência de amêndoa é adicionada para dar o sabor original.

## Rondo e kano
Um rondo (também chamado Amsterdammertje) e um kano são bolos feitos com os mesmos ingredientes que o gevulde koek, mas assados em outros formatos. Um rondo é redondo, mas mais grosso; já o kano (em neerlandês, canoa) é feito no formato de uma canoa. Da mesma forma que o gevulde koek, a massa amanteigada é recheada com pasta de amêndoa ou banketbakkersspijs, e pincelada com ovo antes de ser assada.
Assim como o gevulde koek, as duas receitas também frequentemente são decoradas com uma amêndoa fatiada.